# Rothus vittatus
Rothus vittatus là một loài nhện trong họ Pisauridae.
Loài này thuộc chi Rothus. Rothus vittatus được Eugène Simon miêu tả năm 1898.